# Période d'Asuka
Pour les articles homonymes, voir Asuka.
La période d'Asuka (飛鳥時代, Asuka-jidai) désigne la période de l'histoire japonaise qui s'écoule du milieu du VIe siècle jusqu'à 710. Elle fait suite à la période Kofun —  bien que son début puisse se chevaucher avec la période Kofun — et précède l'époque de Nara. La période Kofun (milieu du IIIe- milieu du VIe siècle) et la période Asuka qui la suit sont parfois désignées collectivement comme la période Yamato (v. 250-710). L'époque d'Asuka est marquée par l'arrivée du bouddhisme dans l'archipel japonais, ainsi que par l'influence des cultures coréenne et chinoise dans l'archipel. 
Cette période doit son nom au village d'Asuka où les souverains installaient parfois leur capitale. En effet, la période se caractérise par de fréquents déménagements de la Cour, qui ne commencera à se fixer durablement qu'avec son installation à Heijō, la future Nara, en 710.

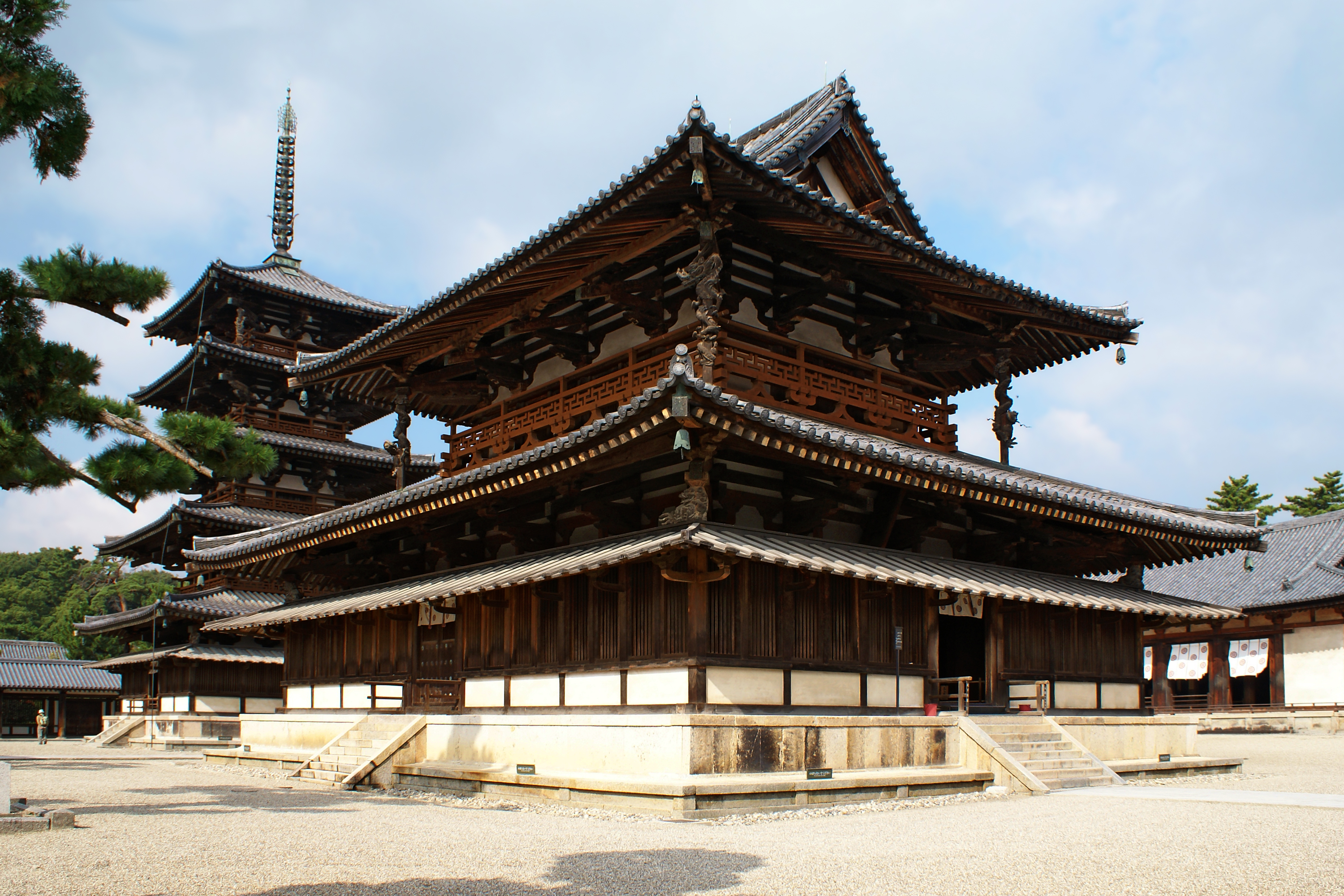
Hōryū-ji : le kon-dō et la pagode à 5 étages. Période Asuka. Ikaruga (Nara)

## Introduction du bouddhisme

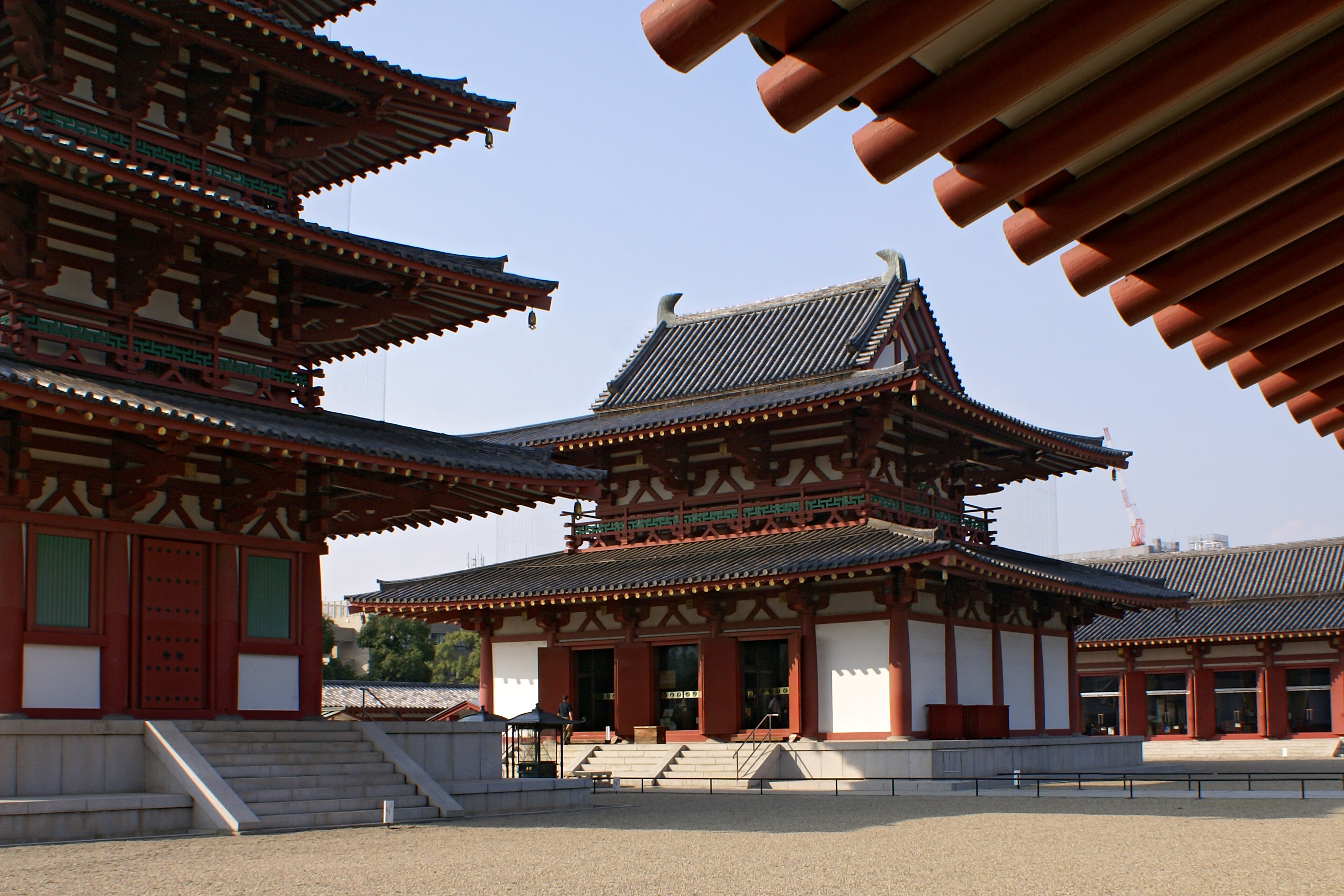
Pagode (à g.) et kon-dō (au centre) du Shi Tennō-ji, Osaka. Le plus ancien temple bouddhiste au Japon

C'est en 538 ou 552 que le roi du Baekje aurait fait porter à son homologue japonais une statue de Bouddha en bronze doré. Cette date marque l'introduction symbolique du bouddhisme mahayana au Japon. Le roi du Baekje cherchait, par ce don, à former une alliance contre le royaume de Silla. Mais les gens de l'archipel basaient encore leur vie religieuse sur les multiples kami, qui, en principe, ne donnaient lieu à aucune représentation figurative et encore moins à une représentation anthropomorphique. De plus, les familles aristocratiques associaient leurs statuts à leur affiliation avec ces dieux. 
L'enracinement du bouddhisme dans les couches supérieures de la société de l'époque modifie les pratiques funéraires de l'élite qui commence à privilégier l'incinération aux fastes des grandes tombes (kofun) caractéristiques de la période Kofun précédente, même si la construction de ceux-ci se poursuit jusqu'à la fin du VIIe siècle et seulement dans la région du Kansai. 
Cet enracinement rapide peut correspondre à plusieurs faits de société. Du point de vue des élites, tout d'abord, il faut remarquer que ses membres étaient, depuis la fin du VIe siècle, de plus en plus détachés de leurs communautés respectives, moins impliqués dans leur bien-être, comme il ressort de l'évolution des pratiques funéraires de l'élite dont les gens du commun ne sont plus utilisés que comme main-d'œuvre pour les derniers tumuli géants du Kansai, et les rituels pour le bien-être commun ont disparu au profit de la glorification des souverains. D'autre part, il faut prendre en compte que les individus appartenant à l'élite sont, dès lors, assignés à des tâches spécifiques par le souverain. Des recherches historiques de 2001 montrent que, dans la région du Kansai, l'élite de différents clans ont des fonctions spécialisées dans la gouvernance et dans le fonctionnement de la cour; ils sont plus soucieux que jamais de leur survie au sein des luttes qui ont lieu à la cour. 
Du point de vue de la classe dirigeante, l'accueil du bouddhisme a été désiré afin d'imiter les Sui en Chine, ainsi que Koguryo et Silla dans la péninsule coréenne, donc les rivaux de Wa à la périphérie de l'empire chinois. Tenter de prendre le contrôle de ces petits royaumes de la péninsule et rivaliser avec eux, exigeait des autorités qu'elles puissent évaluer (et discréditer) les actes de ces rois en se référant à un système unifié de valeurs universelles. Or le bouddhisme pouvait servir de système de valeurs universelles. L'accueil du bouddhisme était, par ailleurs, en accord avec la nécessité nouvelle qui imposait de nouer des relations dans un monde qui s'était considérablement ouvert, surtout pour ces élites seulement soucieuses de leurs préoccupations communautaires à la période Yayoi. Le bouddhisme pouvait aussi enseigner aux individus de cette élite comment agir en tant qu'individu, vivant une vie individuelle dans le monde.

### Sculptures bouddhiques
L'image de Maitreya (Miroku Bosatsu), une sculpture en bois qui a perdu son revêtement doré d'origine et conservée au temple du Kōryū-ji, à Kyoto, semble, aux yeux des experts, dater du début du VIIe siècle. La communauté scientifique s'accorde sur le fait qu'elle a été conçue selon un prototype coréen, probablement semblable à la statue de Maitreya en bronze doré du Musée national de Corée, et qui daterait de la fin du VIe ou du début du VIIe siècle. Une comparaison avec un motif semblable en Chine des Tang, du début VIIe siècle, permet de percevoir ce qui distingue et ce qui rapproche ces sculptures : arcades sourcilières en arc, arête du nez droit à angles vifs, lèvres en accent circonflexe à l'époque Tang. Cet aperçu permet de souligner la très grande proximité de ces trois cultures au début du VIIe siècle. 
Par ailleurs la triade de Shākyamuni au Hōryū-ji, datée de 623, est le reflet de la sculpture bouddhiste chinoise à l'époque de la dynastie Wei du Nord (386-534), transposée dans l'archipel par un sculpteur japonais de lointaine origine chinoise. Elle a été, en effet, réalisée par un sculpteur célèbre et apprécié, Tori Busshi, actif de la fin du VIe siècle au début du VIIe siècle et dont le grand-père était un chinois immigré en 522, du temps de la dynastie des Wei du Nord.

Sculptures bouddhiques
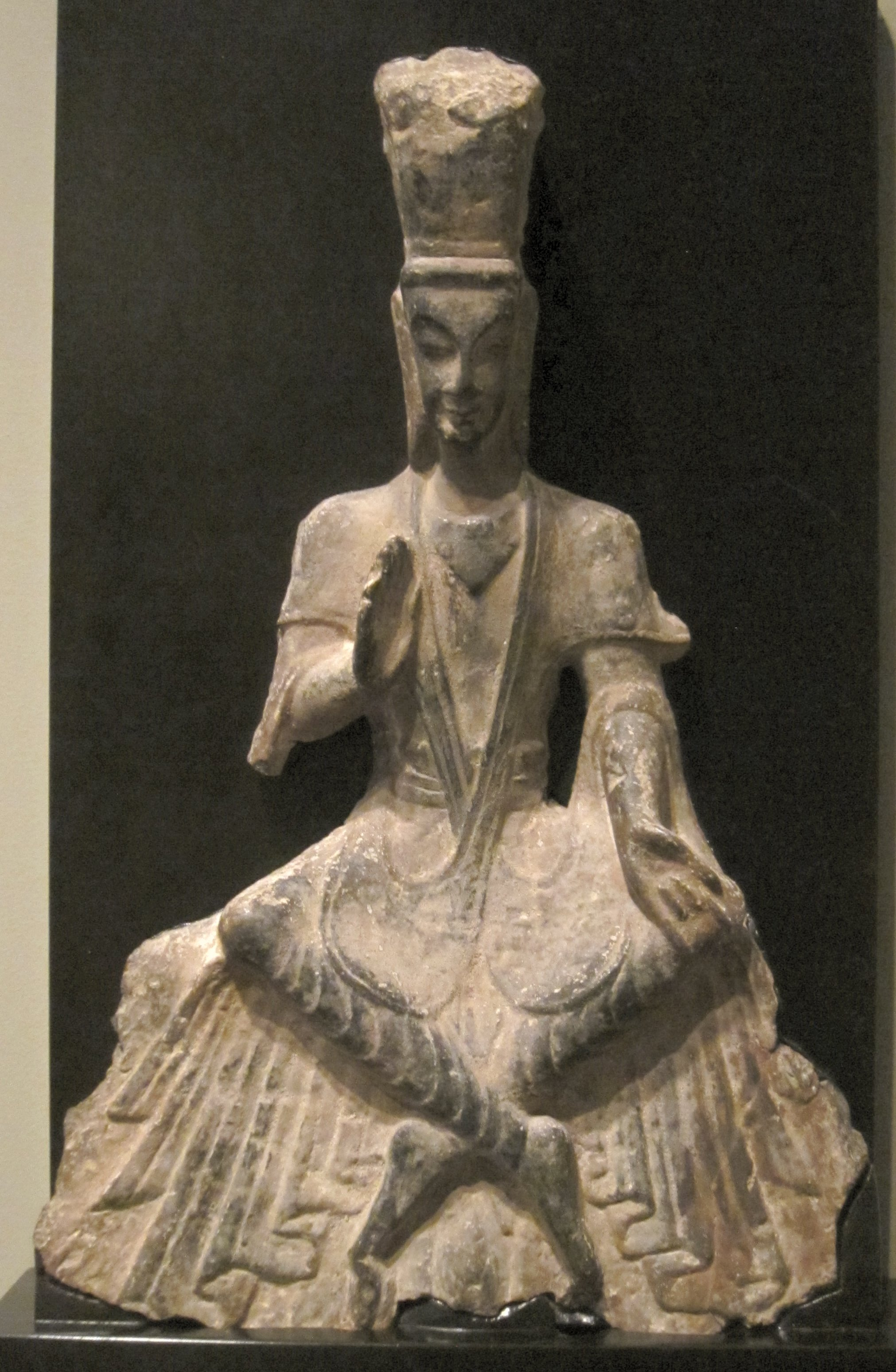
Bodhisattva. Chine, Dynastie Wei du Nord, début VIe siècle. Honolulu
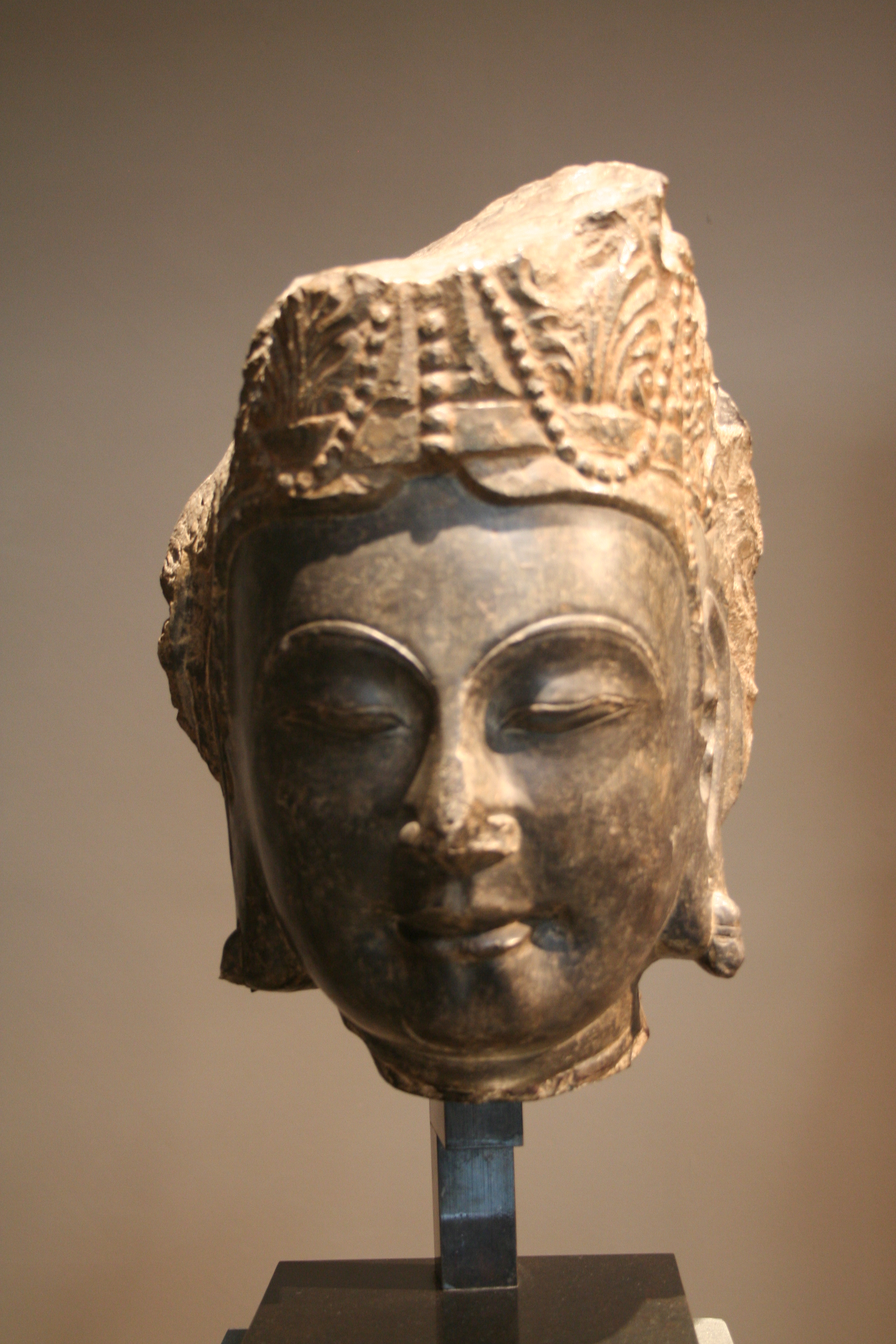
Tête de Bodhisattva. Marbre. Fin VIe siècle Chine, début Sui (581-618). Musée Cernuschi
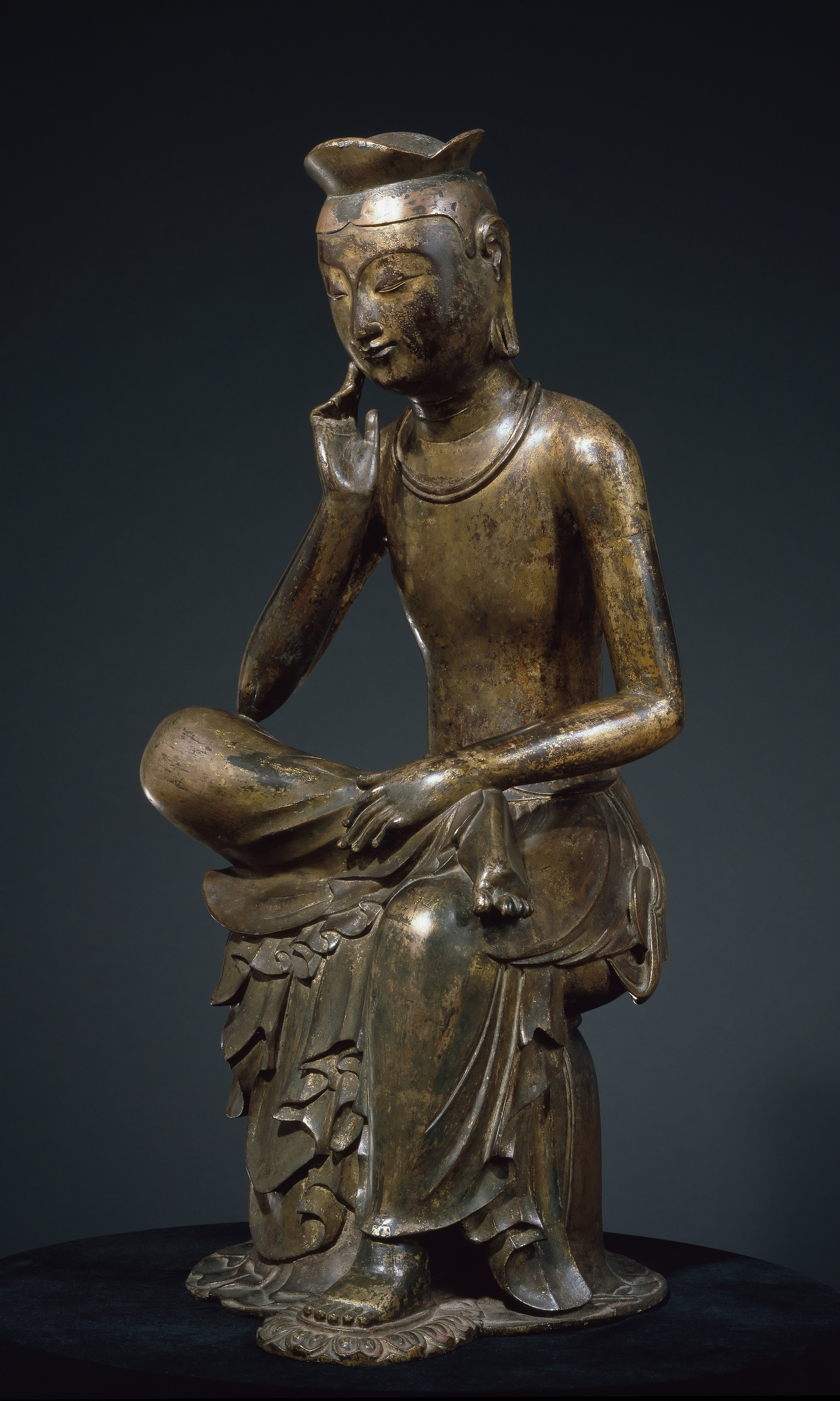
Maitreya en méditation. Bronze doré. 93.5 cm. Corée[5], fin VIe-début VIIe, probablement Silla en cours d'unification. Musée national de Corée
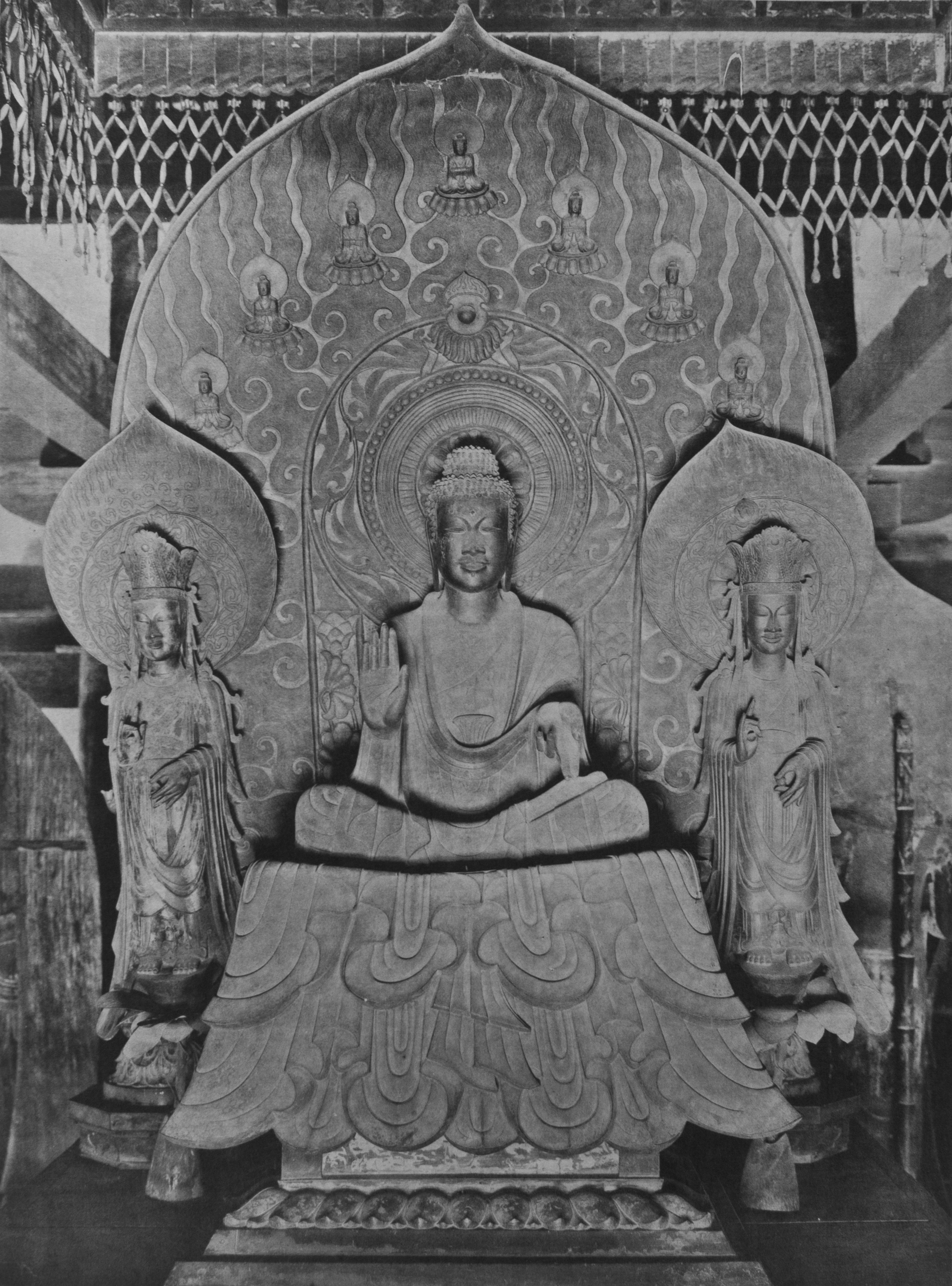
Triade au Bouddha Shākyamuni (sage des Shakya), daté 623. Bronze, centre, H. du corps:87,5 cm. Horyuji
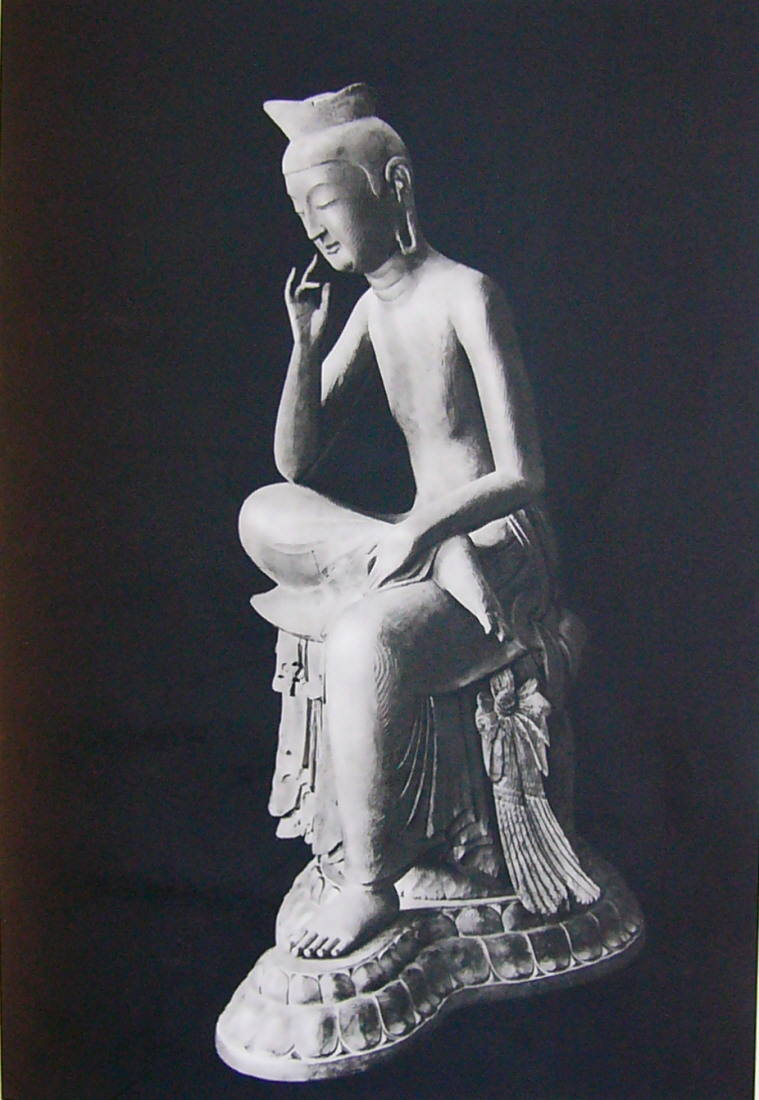
Bodhisattva Maitreya. Pin rouge, traces de laque originellement dorée, H. 123.5 cm, probablement début VIIe siècle. Kōryū-ji
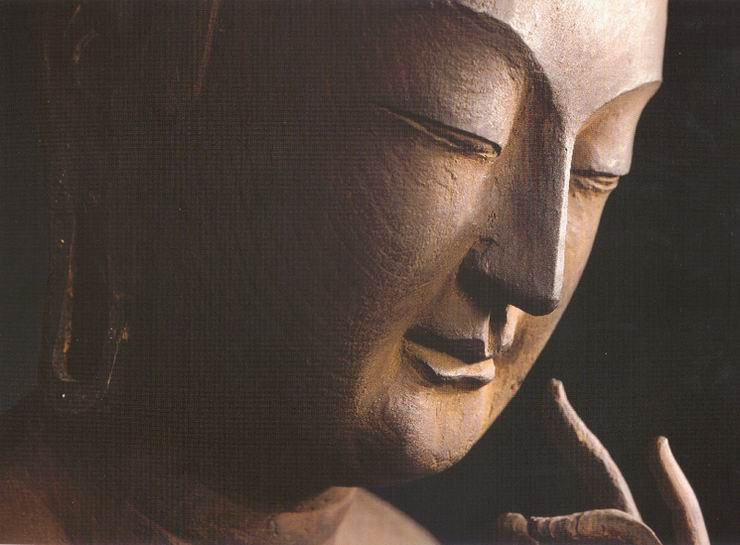
Bodhisattva Maitreya (Miroku Bosatsu). Pin rouge. Probablement début VIIe siècle. Kōryū-ji
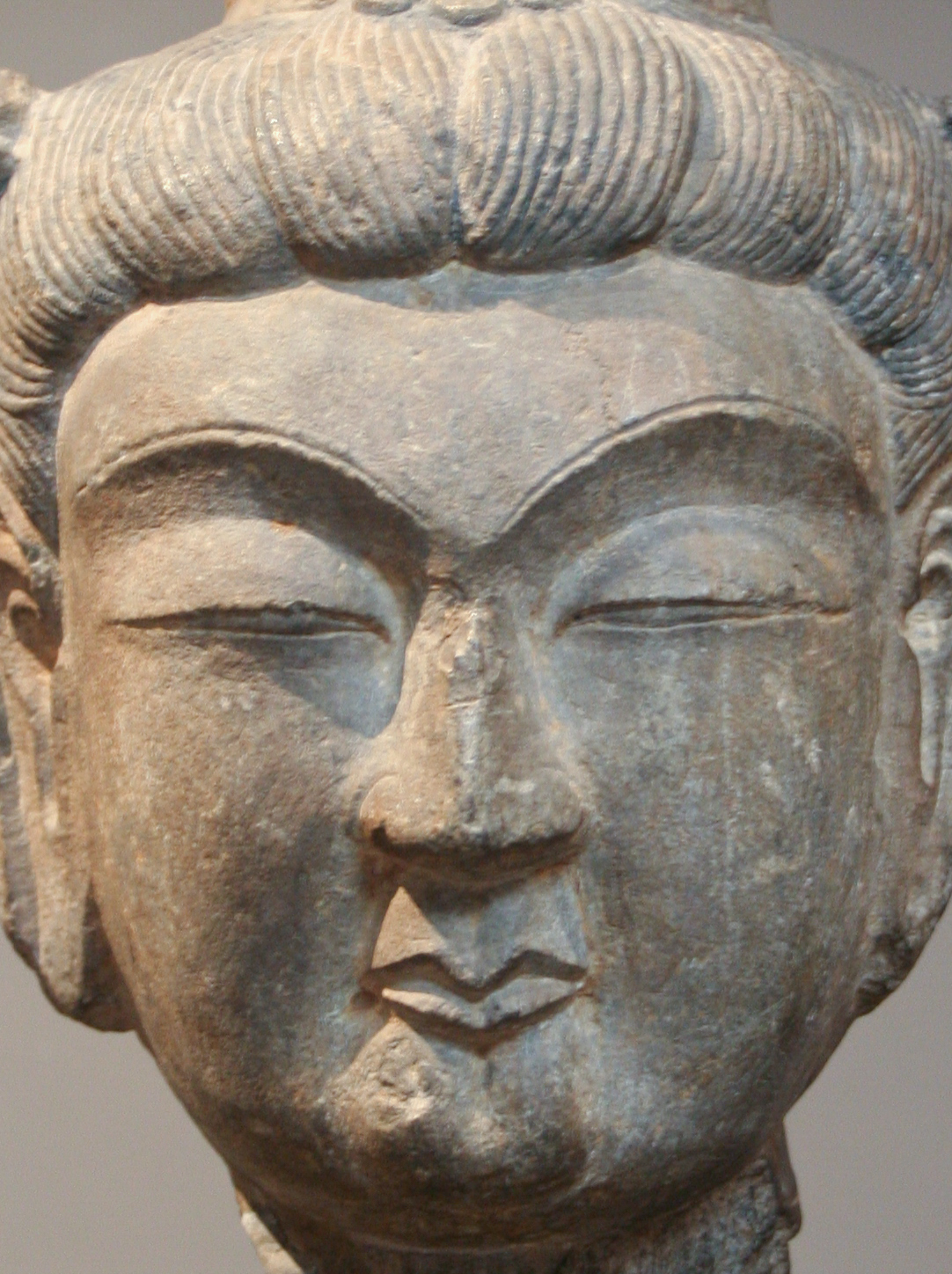
Tête de bodhisattva. Dynastie Tang (618-907), fin VIIe siècle. Grès. Musée Cernuschi

En 624 les Annales du Japon mentionnent 46 monastères bouddhiques sur le territoire. Ils favorisent le développement très rapide de l'art bouddhique. Certaines peintures conservées sont exécutées en plusieurs couleurs sur un fond de laque noire. Le temple le plus ancien est l'Asuka-dera, construit entre la fin du VIe et le début du VIIe siècle. Il fut suivi par le Shi Tennō-ji (ou  Shinten'no-ji), puis le Horyu-ji, le Hokki-ji et par le Yakushi-ji.

## Autres influences étrangères

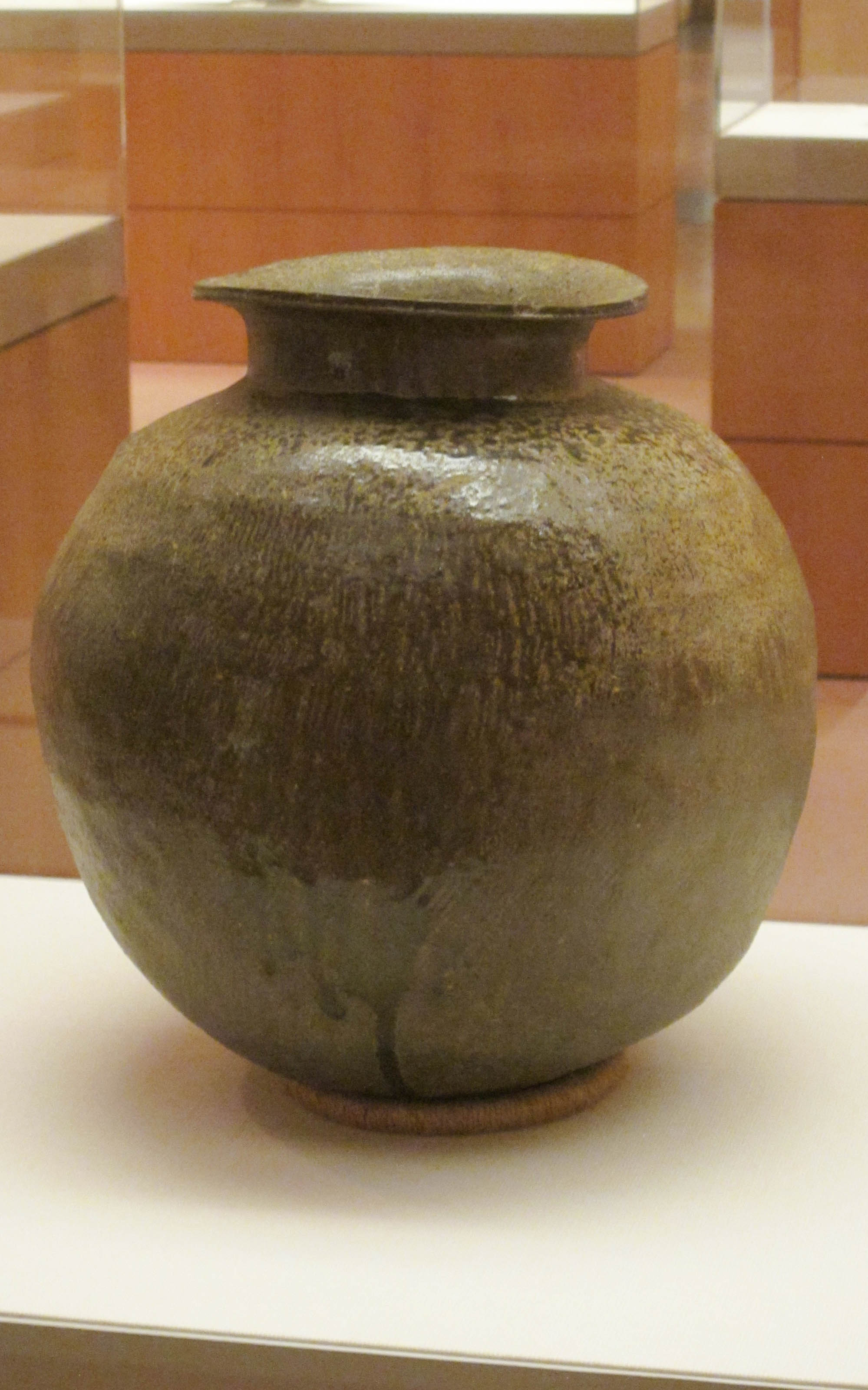
Jarre pour entreposer. Grès sue à couverte de cendre de bois, H. 38cm. Asuka, VIe. Musée d'art asiatique de Berlin.
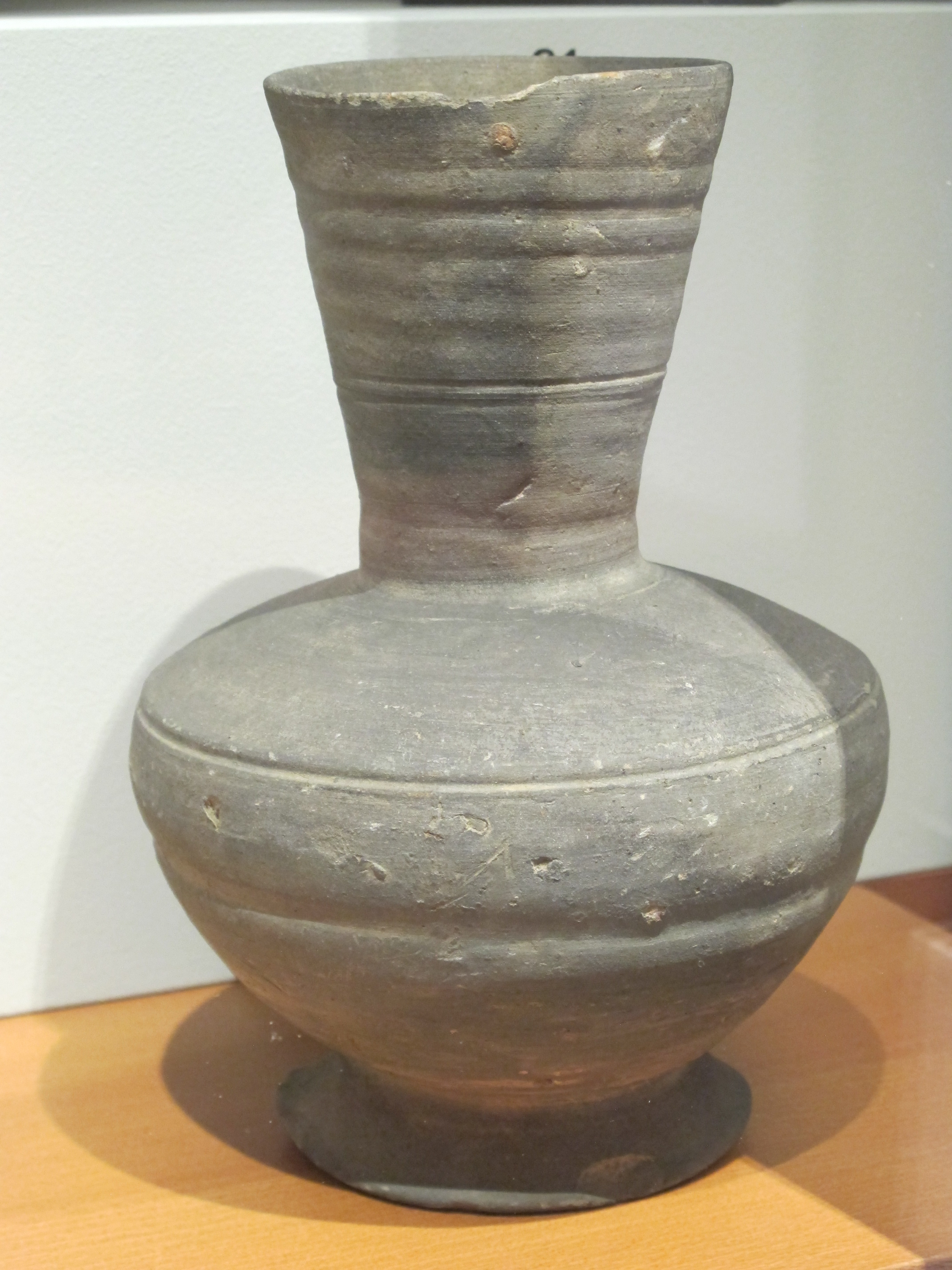
Vase. Préfecture de Shizuoka. VIIIe siècle, période Asuka ou Nara. Grès sue. Musée Guimet
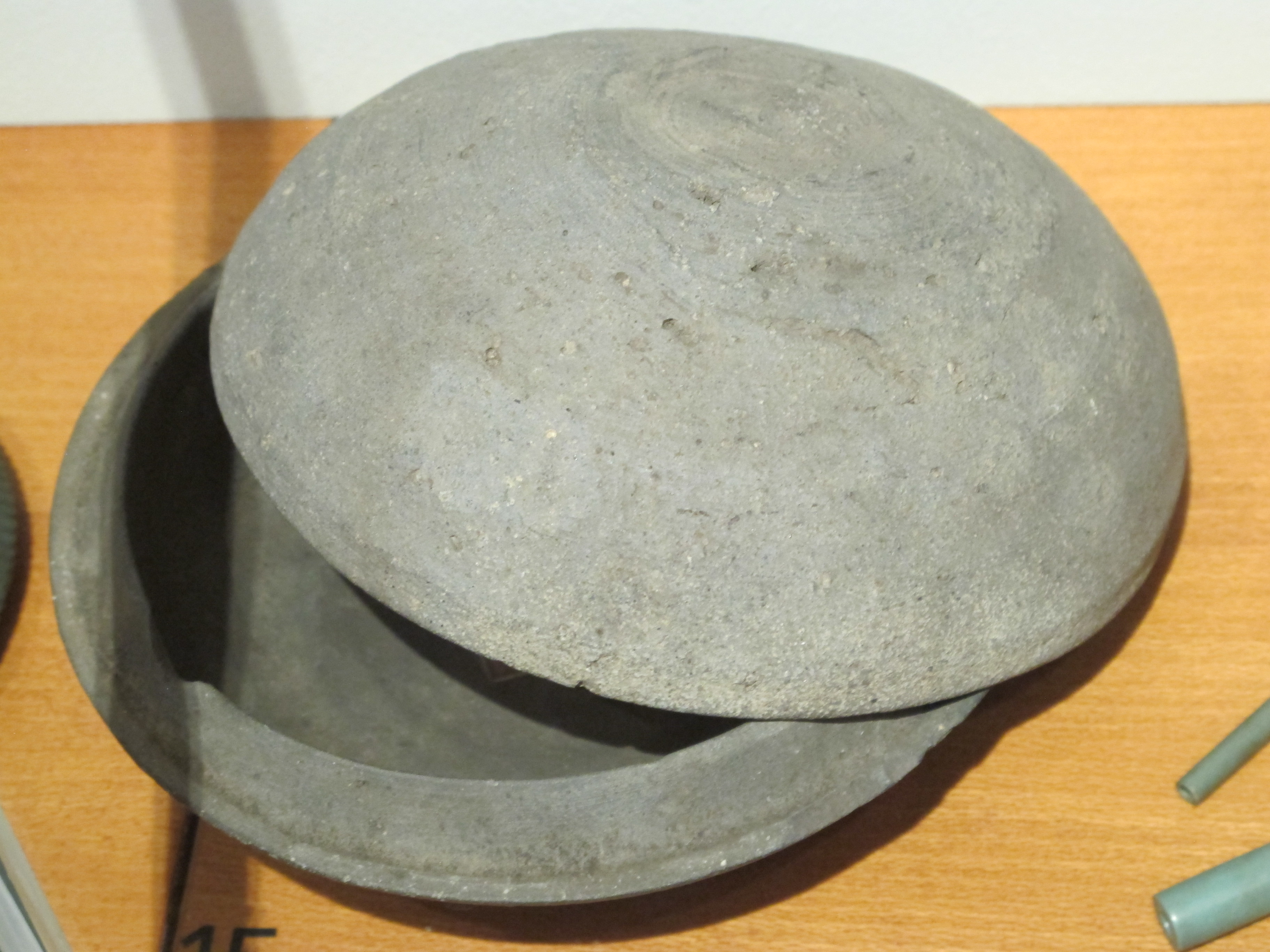
Coupe et couvercle. Préfecture de Hiroshima. VIIIe siècle, période Asuka ou Nara. Grès sue. Musée Guimet

En 538 ou 552 arrivent du royaume coréen de Paekche des spécialistes de la médecine, de la divination et du calendrier. Les nouvelles croyances apportent avec elles d'autres innovations originaires du continent, telles qu'une métallurgie plus développée, des laques, des peintures et surtout des textes. L'usage de l'écriture au Japon, jusqu'alors réduit à quelques inscriptions sur des objets rituels, s'intensifie. Avec l’influence du bouddhisme et l’arrivée de la culture coréenne et chinoise, le Japon entre dans l’histoire. À Asuka, dans l’actuelle préfecture de Nara, s’élèvent les premiers palais officiels et les premiers temples bouddhiques, imitant les compositions architecturales de la Chine alors réunifiée sous les Sui.
Dans le domaine de la céramique, celle-ci continue d'évoluer dans le prolongement de la période précédente et de ses rapports étroits avec la péninsule. Depuis la période du Kofun moyen, le grès (une matière nouvelle au Japon) de couleur grise et sans revêtement, le grès sue d'origine coréenne, a été assimilé dans l'ouest et le centre de l'archipel et donne l'occasion de formes nouvelles. C'est le début d'une très longue histoire dans l'intérêt que les habitants de l'archipel vont avoir pour cette matière, au cœur de la céramique japonaise.

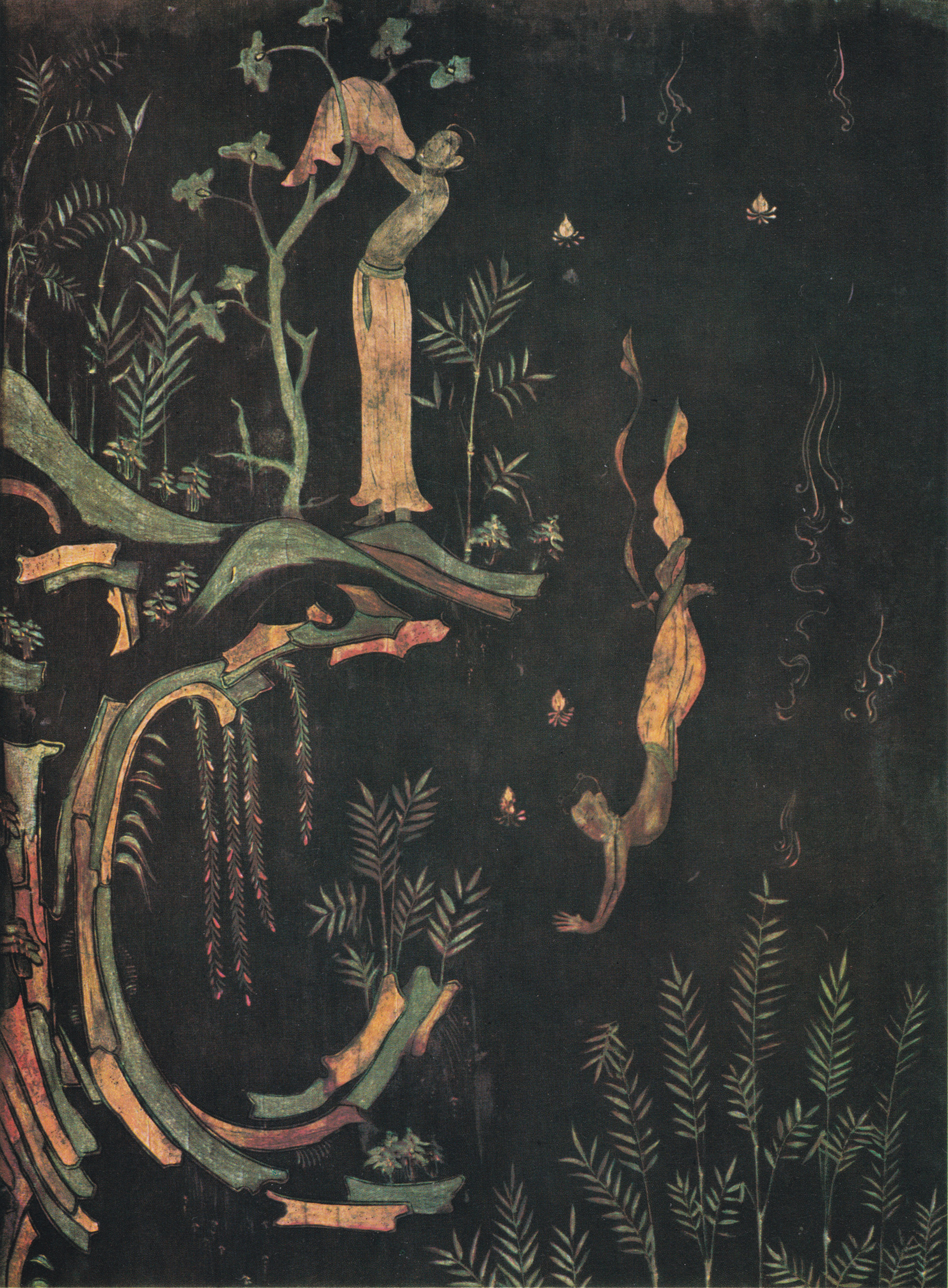
Jataka de la tigresse affamée. Le prince enlève son vêtement, puis se jette dans la vallée et s'offre à la tigresse et à ses sept petits mourant de faim. L. 35 cm. Détail de peinture (4 couleurs) sur le : Tamamushi no zushi, mi VIIe siècle

Le Tamamushi no zushi est un meuble en forme de sanctuaire du milieu du VIIe siècle. Les peintures, à l'huile de litharge mitsuda-e qui en ornent les panneaux, mêlent à merveille plusieurs styles chinois anciens, depuis la dynastie Han (206 AEC-220 EC) jusqu'aux Six Dynasties (220-589). La végétation peut rappeler celle du relief des Sept Sages de la forêt de bambous (Song du Sud, sec. moitié du Ve). De même la scène d'adoration, sur le panneau central du piédestal, offre quelques similitudes avec les sept sages. Grâce à ces modèles chinois des personnages aux formes étonnamment stylisées, très fines, expriment cependant bien des corps en action, et le "paysage" rocheux est néanmoins évoqué en quelques formes cristallines arquées qui accompagnent de manière suggestive le saut dans l'espace du héros. Le reste du paysage est réduit à quelques végétaux et collines, aux courbes tendues, qui jalonnent l'espace.

## Archéologie et société

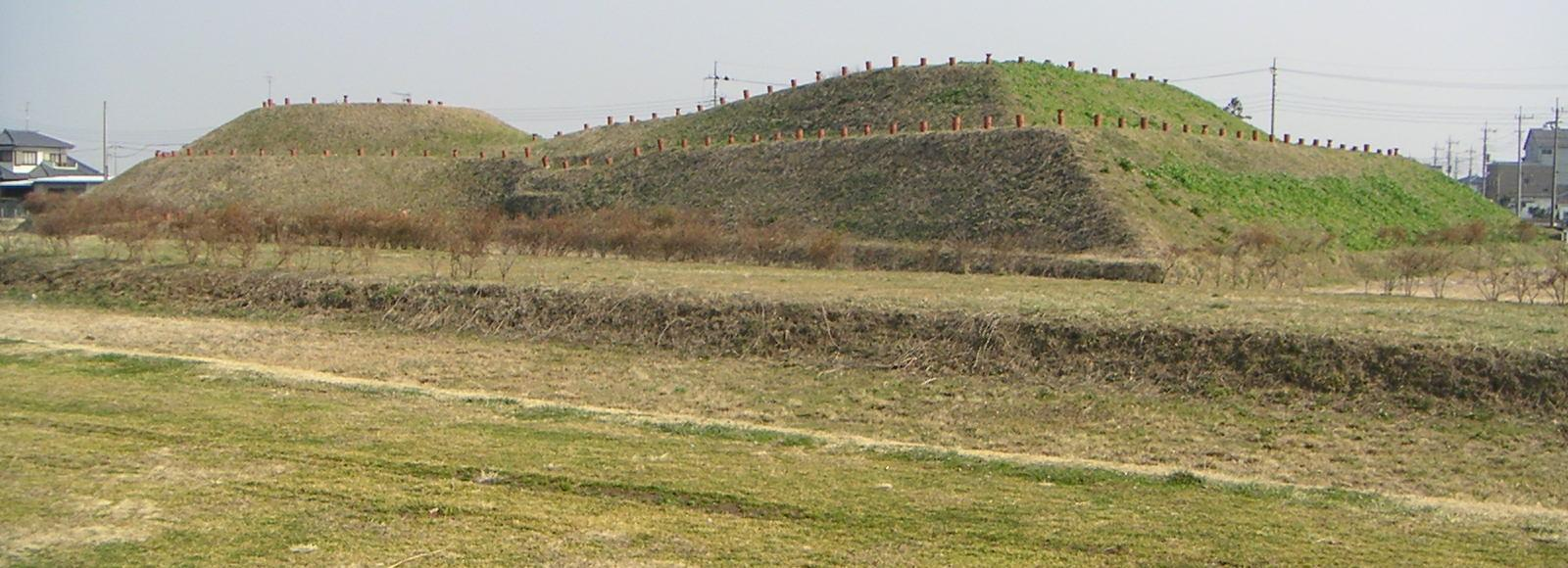
Kofun gigantesque du type zempō-kōen-fun. Le Kofun Shōgunyama de la préfecture de Saitama. Estimé de la seconde moitié du VIe siècle. L'un des derniers.

### Tumuli
Sur le plan archéologique cette période prolonge et amplifie les transformations qui se sont opérées à la période du Kofun final. La fin du VIe siècle est marquée par l'arrêt dans la construction de tumuli en trou de serrure, à l'exception de certaines parties de la région du Kansai jusqu'au tournant du VIIe siècle. Ces derniers tumuli atteignent encore des proportions gigantesques. La disparition des Haniwa cylindriques suppose que les populations sont mobilisées pour ces réalisations colossales sans que cela implique le moindre rituel par les communautés. Il s'agit simplement d'un geste politique qui affirme le pouvoir du chef suprême. Suivant cette logique, l'ordre hiérarchique du monde des vivants est considéré comme ayant une suite dans le monde des morts de l'élite. On peut supposer que c'est à ce moment que s'est construit le mythe expliquant l'origine du pouvoir du ten'no qui est décrit dans le Kojiki et dans le Nihonshoki. C'est aussi le moment où des « dieux » individuels et hiérarchisés, auxquels on assignait différents rôles dans la création, le développement et la conduite du pays, commencent à être associés avec différents clans de l'élite en tant qu'« ancêtres ».
Au VIIe siècle les tout petits tumuli ronds ne protègent plus qu'un seul corps. Leur construction se poursuit encore longtemps après la disparition des grands tertres en trou de serrure mais ils disparaissent au cours du siècle. Ce sont les tombes de chefs des groupes chargés d'un certain type de production (riz, bronze, sel...). Les autres membres de ces communautés n'étant pas enterrés dans ces tumuli.
Le lieu où reposent les empereurs Ten'no est devenu soit un tertre octogonal  - comme Noguchi Onohaka (ou Noguchi Ō-no-haka), Asuka (Nara), mausolée attribué au couple impérial, l'empereur Tenmu (天武天皇 631?-686) et l'impératrice Jitō (持統天皇 645-703) - soit un tertre composite avec une base carrée et un sommet rond. Ces formes pourraient avoir été influencées par la philosophie politique chinoise, mais leur forme semble aussi incarner la forme du monde, l'empereur mort ou vivant étant le centre du monde et son incarnation.

### Palais

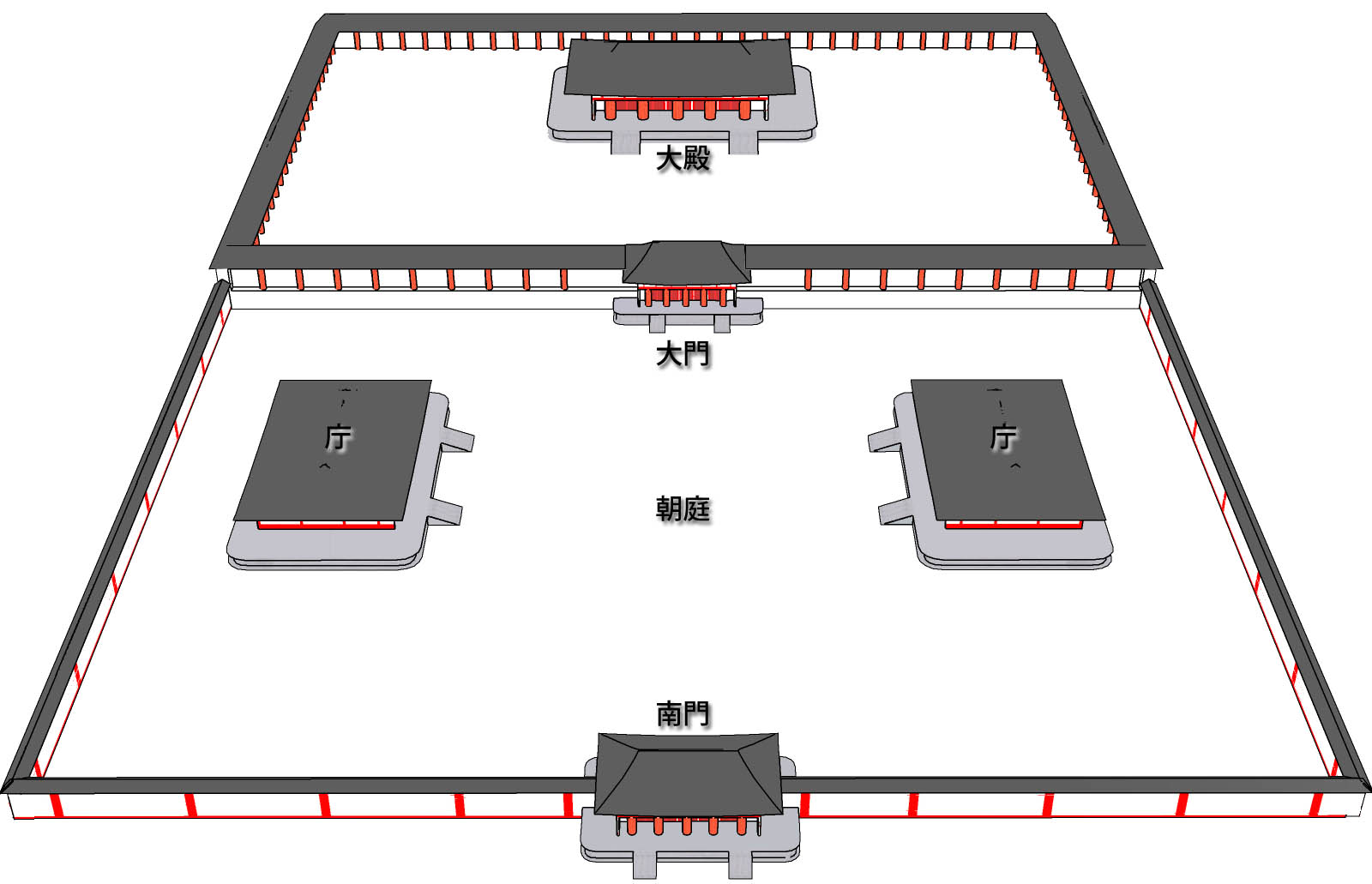
Disposition du palais d'Oharida achevé en 603 à Asuka

À l'époque précédente les enceintes, les murs et les fossés enfermaient en un seul espace : le secteur résidentiel de l'élite, un secteur consacré aux rituels, et plusieurs zones de production et de réserves ainsi que, probablement, une zone réservée aux membres subalternes du clan. Mais tout n'était pas nécessairement regroupé, plus simplement distribué de manière hiérarchisée sur une grande surface en fonction des activités des groupes de parentés. Même dans la partie centrale de la région du Kansai - le cœur de l'État naissant -  jusqu'à la fin de la période Kofun, ce type de structure s'est reproduit sans grand changement, en dehors de sa taille qui n'a cessé de croitre. Ces élites servaient de lien inter et intra-communautaires. Elles devaient ainsi contrôler la production et la distribution des biens, tout en servant de médiateurs entre les communautés et le monde de la transcendance : tout ce qui pouvait mettre en danger la communauté. 
Avec la disparition des grands tumuli, à la fin du VIe siècle, les choses changent. Le palais Oharida achevé en 603 à Asuka - palais de la souveraine Suiko qui a régné entre 593 et 628 - était, selon le Nihonshoki, divisé en deux secteurs, au minimum, séparés par des murs et des portes. Le premier étant un espace ouvert compris entre deux bâtiments réservés aux assemblées de l'élite. Le second étant occupé par le bâtiment principal, réservé à la souveraine. Ce qui veut dire que le pouvoir de décision était réparti sur ces deux niveaux hiérarchiques, celui de l'élite - où cette élite était en contact collectivement avec la souveraine - et celui réservé à des contacts entre certains membres de l'élite et la souveraine. Par rapport à l'époque précédente où les décisions relevaient du domaine privé, informel, avec ce type de palais on voit apparaitre un lieu de discussion et de décision publique séparé du domaine privé, lequel lui est supérieur. Le processus de prise de décision s'est donc sophistiqué et l'autorité de la souveraine s'est ainsi détachée des membres de l'élite ; elle est manifestement indépendante de la volonté collective. C'était d'autant plus important que les décisions à prendre étaient de plus en plus complexes : avec l'empire chinois réunifié des Sui (581-618) et surtout avec les trois royaumes de la péninsule, en raison même de l'établissement de l'empire des Sui.
Ensuite le palais s'agrandit dans le premier secteur, avec d'autres bâtiments, de réunion probablement. Dans l'autre secteur, le bâtiment principal (qui a été ensuite dénommé le Daigokuden) est détaché du lieu de résidence du souverain. Dans le premier secteur, la gouvernance nécessite une fragmentation des tâches administratives et des lieux de décision. Dans le second secteur, concernant le souverain, le processus en cours qui assure son image d'autorité suprême, s'amplifie : il est ainsi non seulement détaché de l'élite, et n'en rencontre quelques-uns que dans le bâtiment principal, mais aussi son propre domaine privé, son lieu de résidence est devenu inaccessible aux membres de l'élite. Domaine privé où les décisions secrètes seront prises, après consultation éventuelle des quelques puissants ou influents dans le bâtiment principal. Car le souverain est alors le dirigeant suprême, le despote absolu sous le ciel, le Ten ([descendu du] ciel) - no (roi). En d'autres termes : un être transcendant. Ce processus s'est achevé avec la construction du palais des Fujiwara, dans la capitale Fujiwara-kyō de 694 à 710. Situé au centre de sa capitale, composée sur une grille orthogonale carrée, le palais sera alors placé au centre de l'enceinte avec ses trois secteurs : le premier secteur Chodoin, le bâtiment principal Daigokuden et le secteur privé, le Dairi, dans une enceinte secondaire qui englobe le Daigokuden avec deux bâtiments, situés de part et d'autre, mais séparés de lui par un mur et des portes.

### Bâtiments administratifs
Dans les régions ce processus entraine la construction de complexes administratifs. Avant les années 650 environ ces structures consistent en bâtiments à plancher surélevé, greniers et habitat semi enterré ; l'élite ayant le même type de demeure que celle de l'époque Kofun mais en étant rarement enclos par un fossé. Au fil du temps un bâtiment principal est construit à l'intérieur d'un enclos sur plan carré et précédé, la plupart du temps, de deux bâtiments pour les réunions et pour traiter les affaires administratives. Reproduisant ainsi la composition générale du palais, mais sans aucune séparation entre le bâtiment principal, pour l'administrateur, et ceux pour les réunions. L'administrateur est ainsi identifié comme celui qui est proche du souverain. Les bâtiments administratifs, dans leur rapport au palais, rendent visible tout le nouveau système. C'est tout un ensemble qui se fragmente d'échelon en échelon ; au plus bas on ne rencontre plus que des individus, qui peuvent être taxés individuellement, et non plus de communautés avec leur idéologie collective, celle qui s'était matérialisée dans les grands tumuli en trou de serrure. Au cours de cette période, le Bouddhisme, qui s'adresse à des individus, va remplir le vide créé par la dissolution de  cette ancienne idéologie communautaire.

## L'impératrice Suiko

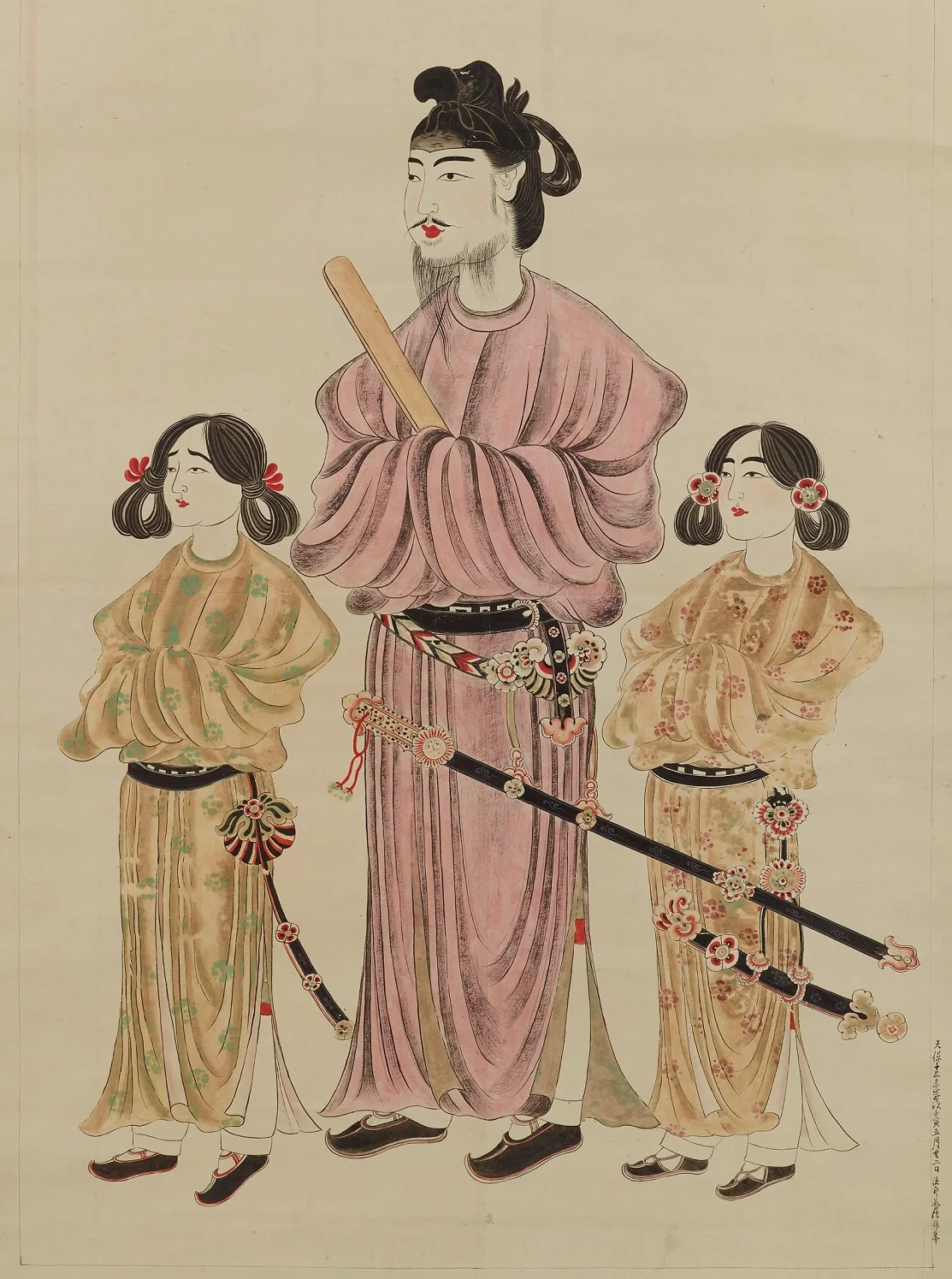
Le prince Shōtoku et ses fils. Reproduction moderne d'après la peinture sur soie du VIIIe siècle

Les histoires japonaises conservent le souvenir d'une lutte ouverte entre deux grands clans de l'époque : le clan Soga, partisans du bouddhisme, et le clan Mononobe, partisans du shintoïsme, qui débute en 585 après la mort de l'empereur Bidatsu. Les Mononobe, partisans de l’ordre ancien, brûlent les temples à mesure que les édifient les Soga. Mais Mononobe no Moriya est tué par Soga no Umako en 587 à la bataille du mont Shigi, ce qui marque la fin de son clan.
Traditionnellement, on symbolise le triomphe des Soga par l'avènement de l'impératrice Suiko (régnant de 592-628), placée sur le trône par son oncle Soga no Umako, qui fait assassiner le précédent empereur Sushun (demi-frère de Suiko), jugé trop peu manipulable. Elle fait nommer son neveu, le prince Shōtoku, régent dès 593. Il fonde à Naniwa (Osaka) en 593 le temple des « quatre rois-gardiens » (Shi Tennō-ji).
Le règne de l'impératrice Suiko et du régent Shōtoku marque le début de grandes réformes, qui ne sont en réalité qu'un processus d'alignement du Japon sur les Sui, puis les Tang.
En 592 sont créés les mots tennō et nihon, le premier signifiant « roi ». et le second « à l'origine du Soleil ». Ce dernier mot sert aujourd'hui à désigner le Japon. En 594 le bouddhisme devient religion officielle de la cour. Le régent Shôtoku Taishi envoie des ambassades en Chine en 600, 607 et 614.
En 603, l'impératrice Suiko et son neveu le prince Shōtoku instituent douze degrés de coiffures, qui avaient pour but de voir clairement le rang, et par conséquent la fonction des principaux personnages de la Cour. Et puisque ceux-ci appartiennent à de grands clans, ces douze degrés permettent une hiérarchisation des clans et de les insérer dans un réseau d'obéissance. C'est l'émergence d'une forme de pouvoir de l'État japonais.
L'année suivante, l'impératrice définit une norme de la morale grâce à la fameuse Constitution en 17 articles, promulguée le 3 avril 604 (Jushichi jo kempô). Elle réforme la hiérarchie des échelons des fonctionnaires en fonction des principes confucéens. Le souverain du Yamato obtient une dignité comparable à celle d’un « empereur » et d’un « fils du Ciel ». Le bouddhisme est proclamé religion d'État. Shōtoku favorise cette religion et la sinisation de l’élite, mais la tentative de centraliser le pouvoir menée par le prince échoue.

## La réforme de Taika et la période Hakuhō (645-710)

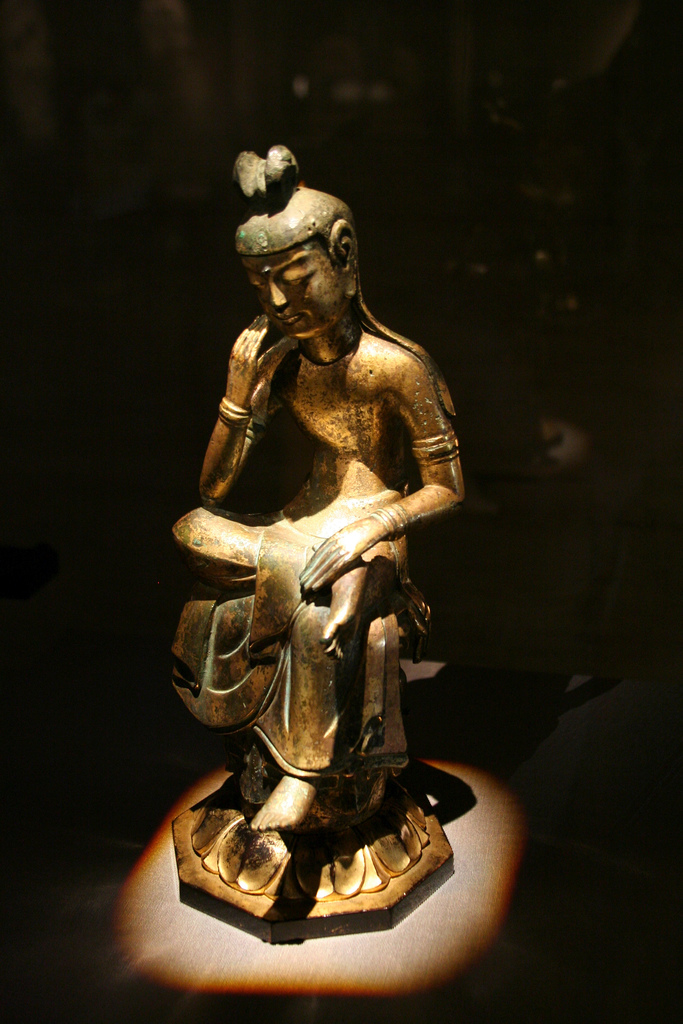
Bodhisattva Maitreya pensif. Statuette en bronze doré de la période de Hakuho, VIIe siècle. Musée national de Tokyo. Certains chercheurs ont suggéré qu'elle aurait pu être fabriquée en Corée au cours de la période des Trois Royaumes

Le 10 juillet 645, le prince Naka no Ôe, le futur empereur Tenji (668) et Nakatomi no Kamatari (le fondateur du clan Fujiwara) dirigent un complot contre le clan Soga. Ils assassinent Soga no Iruka, coupable d’avoir installé sur le trône, entre autres, une femme, veuve d’un précèdent empereur décédé. Ils cherchent à instaurer des réformes pour mettre fin à l’hégémonie des clans : réformes agraire et administrative, libération des esclaves suivant le modèle chinois. Le clan des Nakatomi s'empare du pouvoir.
La centralisation étatique se renforce peu à peu ; sous l'empereur Kōtoku la réforme de Taika (645-649) en définit les caractères et de grands codes en posent les bases juridiques. Impôts, répartition des terres, catégories socioprofessionnelles sont établis sur le modèle Tang et une grande capitale, Heijōkyō, dont l’actuelle Nara n’est que le faubourg oriental, est tracée à l’imitation de la Chang'an chinoise. Des palais et de grands sanctuaires bouddhiques y sont édifiés selon le style du continent. Un édit somptuaire sur les sépultures met fin à la construction des kofun. Le gouvernement favorise la construction des temples au détriment des tombes. Les morts sont incinérés selon la tradition bouddhique. 
Les réformes aboutissent en 649 à la création d’une administration en huit départements. En 652 le gouvernement redistribue la terre à grande échelle dans la région de la capitale. 
Des savants et techniciens coréens puis chinois viennent enseigner le tissage de la soie, l’orfèvrerie, l’art de la laque et la charpenterie, et, progressivement, la culture continentale pénètre tous les aspects de la vie publique : écriture, arts, techniques. L’imitation de la Chine, l’atmosphère de foi bouddhique font de ces années le premier âge d’or de l’art japonais. La grande famille des Fujiwara prend une influence durable à la cour tandis que le clergé bouddhiste devient omniprésent.
Certains historiens suggèrent que les « grandes réformes » n’ont pas eu lieu à ce moment et qu'elles sont une invention des hommes qui un siècle plus tard adapteront à l’archipel l’appareil juridique chinois (ritsu-ryo). D’autres affirment que les Soga, comme tous les grands ministres et empereurs des VIe et VIIe siècles, sont des Coréens. Il est sûr que le Japon de cette époque est une mosaïque ethnique et culturelle complexe, et que de nombreuses communautés se superposent : groupes peuplant l’archipel depuis l’Antiquité et parvenus à des degrés divers de l’évolution technologique, émigrés (kikajin) fuyant les conflits incessants de la Corée et les régions du nord-est de la Chine alors en état de grande instabilité politique.
L’époque est celle d’une transformation des élites : celles d’autrefois, fondées sur les clans (uji) émergents depuis la fin de l’âge de Fer et liées au culte des dieux du vieux Japon d’avant le Bouddhisme, cèdent la place à de nouvelles familles en pleine ascension sociale (kuge), tirant leur prestige et leur autorité de leur capacité de gouverner et d’exercer des charges, inscrite dans un système apte à faire rentrer régulièrement des impôts. Le plus souvent les uji se transforment en kuge.
Après la mort de Kōtoku en 654, sa sœur Kōgyoku règne de nouveau sous le nom de Saimei. Son fils, le prince héritier Naka no Ōe continue de gouverner le pays. L'impératrice Saimei meurt le 24 juillet 661 alors qu'elle se préparait à conduire les troupes japonaises pour soutenir le royaume coréen de Paekche attaqué par le Silla et la Chine. Naka no Ōe envoie en 663 une armée commandée par Abe no Hirafu pour soutenir le royaume de Paekche, mais elle est écrasée par le royaume rival de Silla, appuyé par la Chine sur la rivière Baekgang à la bataille de Hakusukinoe. 
Naka no Ōe commence son règne sous le nom de Tenji en 667. Il organise le premier recensement de la population, standardise le registre des familles nobles et établit un code juridique en vingt-deux volumes (code d’Ômi). Après sa mort le 7 janvier 672 le prince Ōtomo se proclame empereur du Japon. Dès le mois de juin, la Guerre de Jinshin, guerre civile de succession impériale, éclate entre Ōtomo et son oncle le prince Ō-ama. Ōtomo, vaincu se suicide le 21 août (nom posthume Kōbun), et son oncle règne sous le nom de Temmu (673-686). Il est selon la tradition le grand réorganisateur de l’État selon le modèle chinois.
Tenmu décide de bâtir une cité-capitale selon un plan directeur à grille géométrique. La Cour doit s’y installer ainsi que les divers rouages des gouvernements civils, religieux, centraux et provinciaux. Un réseau de route reliant les provinces à la capitale est prévu. Fujiwara-kyō est inaugurée en 694 par l'impératrice Jitō.
Sous son règne est instituée une réforme agraire conçue selon le principe chinois de l’alternance : les terres affectées à la culture des plantes annuelles tournent régulièrement, afin que les mêmes agriculteurs ne bénéficient pas toujours des meilleurs champs. Des cadastres sont établis à l’échelle du village, la population est recensée et des lots précaires sont attribués en fonction du nombre de bouche à nourrir. Ce système permet une meilleure rentabilité de l’impôt, les hommes devant fournir des céréales et les femmes des rouleaux de soie.
À sa mort le 1er octobre 686, son épouse l'impératrice consort Jitō prend le pouvoir à la place de son fils le prince héritier Kusakabe (686-697). Le prince Ōtsu, fils de l'empereur Tenji, est arrêté avec une trentaine de personnes soupçonnées de complot. Il se suicide. Jitō promulgue le code Asuka Kiyomihara en 689.
Son petit-fils Mommu (697-707) promulgue un grand recueil de lois sur le modèle chinois, le code de Taihō (701-702). Une haute école médicale avec une sorte de « polyclinique » est fondée dans la capitale (ouverture en 703). À la mort de Mommu en 707 est célébré le dernier mogari, rite funéraire en l'honneur du souverain antérieur au bouddhisme. L'impératrice Gemmei règne jusqu'en 715. En 708 le Japon commence à frapper sa première monnaie de bronze.En 710, la capitale est transférée de Fujiwara-kyō à Heijō-kyō, ce qui ouvre l'époque de Nara (fin en 794).

## En résumé: Yayoi-Kofun-Asuka
L'archipel est passé, sur cette période, d'une société égalitaire de pêcheurs-collecteurs qui reçoit dans le nord de Kyushu des groupes de gens venus de la péninsule chassés par une période froide, à une société dominée par un empereur dont les gens du commun sont ses sujets. Ce passage s'est effectué en deux étapes.
Au cours de la première étape les quelques immigrés apportent avec eux la culture en rizière inondée qui a un grand succès. On entre rapidement dans une société agraire sédentarisée dans l'ouest de l'archipel. Mais les espaces disponibles sont limités ; des chefs de communautés, médiateurs, règlent les conflits inter- et intra-communautaires. La socialité entre communautés de résidents se reproduit sur des liens politiques de type clanique. La récolte de riz est devenue si importante que la mort du chef est l'occasion de rituels, et fait du défunt l'intercesseur auprès des entités transcendantes, probablement du koshintō. La segmentation des communautés lignagères et la hiérarchisation intra- et inter-communautaire induisent le développement des rituels. Avec eux la rivalité dans les dépôts funéraires : dépôts d'armes et d'objets en bronze au Nord Kyushu - cloches Dotaku dans la région du Kansai, au Yayoi final.
Une deuxième vague de gens venus de la péninsule arrive, au début de la période Kofun, avec de nouvelles technologies par les premiers ports de commerce, toujours dans l'ouest de l'archipel. De grands clans se sont formés avec des jeux d'alliances et des rivalités fondées sur la maîtrise de ces nouveautés entrainent de nombreux conflits armés. Le Kofun est le symbole de ces rivalités, d'où sa taille. La région du Kansai, qui bénéficie de ces premiers ports, s'affirme la plus puissante. La hiérarchie inter-régionale s'effectue alors que les communautés sont peu à peu éliminées des rituels funéraires propres à la société agraire. Les habitudes communautaires, de mode de vie sont devenus un code idéologique. Le Kofun gigantesque devient le signe de la « super-puissance » des nouveaux souverains de la région du Kansai. Avec l'organisation de l'État naissant, au cours de la période Asuka, ils se composent une nouvelle image : l'empereur mort ou vivant est le centre du monde et son incarnation. Les communautés n'existent plus. Les familles de paysans, de pêcheurs ou d'artisans sont assujettis à des taxes. Certains membres de l'élite sont chargés de responsabilités administratives. Au cours de cette période, le Bouddhisme, qui s'adresse à des individus, va remplir le vide laissé par la dissolution de l'ancienne idéologie communautaire.